# Почесне громадянство

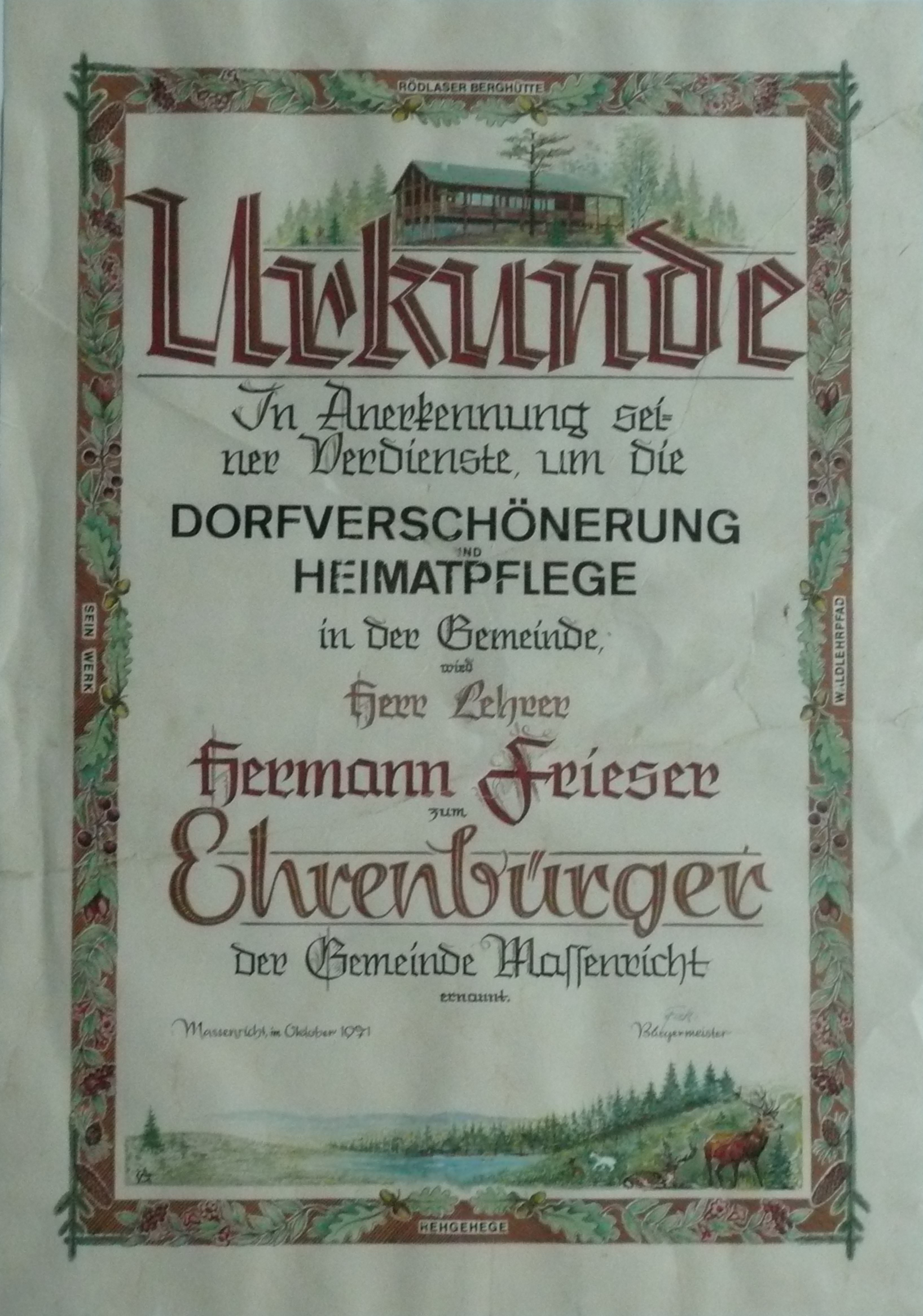
Свідоцтво про почесне громадянство Массенріхта, колишнього муніципалітету Амберг-Зульцбах, Баварія, Німеччина, видане Герману Фрізеру

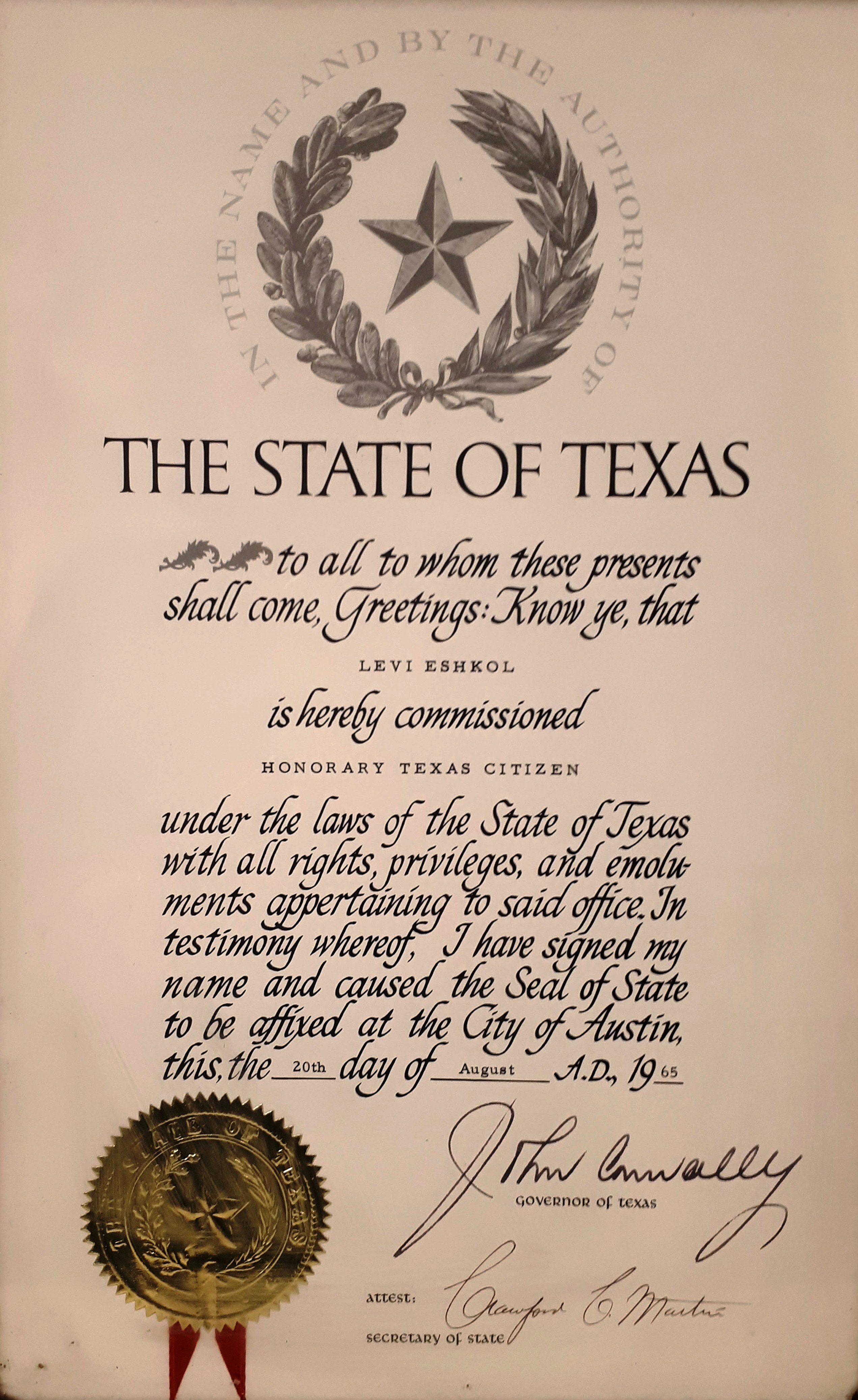
Сертифікат почесного громадянина Техасу, виданий прем'єр-міністру Ізраїлю Леві Ешколу

Почесне громадянство — це статус, який надається міською чи іншою владою іноземній або місцевій особі, яку вона вважає особливо гідною поваги або іншим чином гідною відзнаки. Ця честь зазвичай є символічною і не передбачає жодних змін у громадянстві чи національності.

## Північна Америка

### Канада
Почесне громадянство Канади вимагає одностайного схвалення в обох палатах парламенту . Єдиними людьми, які коли-небудь отримували почесне громадянство Канади, є Рауль Валленберг посмертно в 1985 році; Нельсон Мандела в 2001 році; 14-й Далай-лама Тензін Г'ятсо у 2006 році; Аун Сан Су Чжі у 2007 році (відкликано у 2018 році); Принц Карім Ага Хан у 2009 році; і Малала Юсуфзай у 2014 році.

### США
За актом Конгресу Сполучених Штатів і згодою президента особа може бути названа почесним громадянином Сполучених Штатів . З 1963 року її було присуджено лише восьми особам.

## Європа

### Німеччина
У Німеччині розділ 14 Закону про громадянство дозволяє федеральному міністру внутрішніх справ натуралізувати будь-якого іноземця без будь-яких вимог, незалежно від того, чи проживає він у Німеччині чи ні, якщо існують «зв’язки з Німеччиною, які виправдовують натуралізацію».
У федеральних землях почесне громадянство (Ehrenbürgerschaft) є найвищою відзнакою, яку може надати особі муніципалітет .  Її присуджують міста, селища, а іноді й федеральні землі. Почесне громадянство є безстроковим і зберігається після смерті нагородженого, але може бути анульоване у виняткових випадках радою чи парламентом міста, селища чи федеральної землі. У випадку з військовими злочинцями всі такі почесті були скасовані «Статтею VIII, розділ II, літера i директиви 38 Союзницької контрольної ради Німеччини» 12 жовтня 1946 року. 

### Греція
У Греції діють положення про натуралізацію іноземців, які проживають в країні і мають грецьке національне походження (експатріантів/ко-етнічних громадян). Насамперед, це стосується експатріантів з Албанії та країн колишнього СРСР, відповідно до статей 23 Закону 3838/2010 та 39 Закону 4606/2018, відповідно. Кодекс про громадянство Греції (стаття 10) також дозволяє натуралізацію іноземців, які проживають за кордоном. Крім того, Кодекс пропонує почесну натуралізацію (стаття 13) для іноземних громадян, які надали особливі послуги Греції або чия натуралізація може слугувати найкращим інтересам країни. Такі особи можуть отримати грецьке громадянство на підставі Указу Президента за обґрунтованою пропозицією Міністра внутрішніх справ.

### Ірландія
В Ірландії почесне громадянство, надане іноземцю, є повним законним громадянством, включаючи право проживати та голосувати. 

### Сан-Марино
29 березня 1861 року капітан-регент мікродержави Сан-Марино надіслав пропозицію про надання почесного громадянства чинному президенту США Аврааму Лінкольну. 7 травня 1861 року Лінкольн відповів: «Я дякую Раді Сан-Марино за надану мені честь громадянства. Незважаючи на те, що ваша держава невелика, ваша держава, тим не менш, одна з найпочесніших за всю історію». Це стало початком дипломатичних відносин між США і Сан-Марино. 

## Азія

### Ізраїль
Членам «Праведників народів світу» Яд Вашем може надати почесне громадянство Ізраїлю або пам’ятне громадянство, якщо вони померли. Ті, хто вирішив жити в Ізраїлі, мають право на пенсію, безкоштовне медичне обслуговування, допомогу з житлом і доглядом.
У 2010 році Кнесет прийняв закон про надання почесного громадянства Ізраїлю всім членам ізраїльських сил оборони та воєнізованих організацій, які діяли в підмандатній Палестині, які померли в період з 29 листопада 1947 року по 31 грудня 1948 року. 

## Океанія

### Австралія
В Австралії почесне громадянство надається генерал-губернатором і станом на 2024 рік воно надавалося лише один раз. 

## Приклади

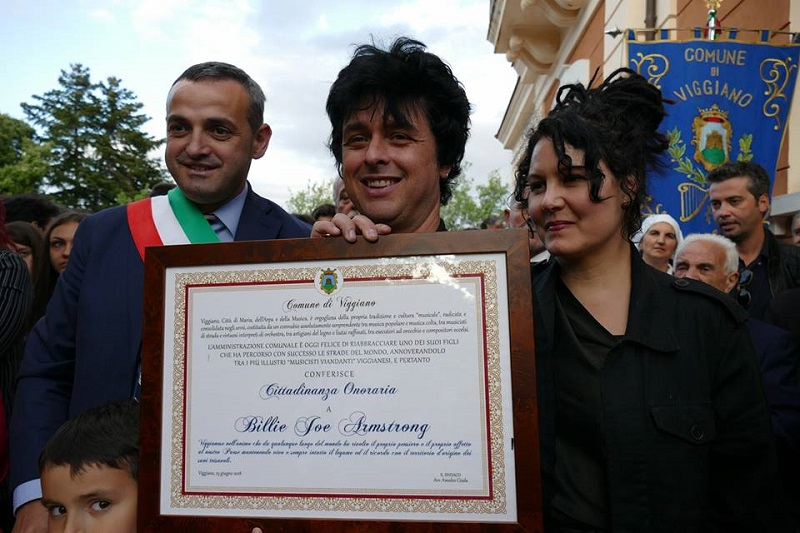
Біллі Джо Армстронг (фронтмен Green Day) отримує почесне громадянство Віджано у 2018 році

- Берлін нагородив Люціуса Д. Клея у 1962 році за його роль як військового губернатора та створення Берлінського повітряного мосту[5], а Михайла Горбачова - за зміни у світовій політиці, що призвели до падіння Берлінського муру та возз'єднання Німеччини.[6]
- У 2002 році Південна Корея надала почесне громадянство голландському футбольному тренеру Гусу Хіддінку, який успішно і несподівано вивів національну збірну до півфіналу Чемпіонату світу з футболу 2002 року. Почесне громадянство також було надано Хайнсу Ворду, гравцеві американського футболу корейського та афроамериканського походження, у 2006 році за його зусилля, спрямовані на мінімізацію дискримінації в Кореї щодо напівкорейців.
- З нагоди 50-річчя першого успішного сходження на Еверест непальський уряд надав Едмунду Гілларі почесне громадянство на спеціальному святкуванні Золотого ювілею в Катманду, Непал. Він став першим іноземцем, який отримав таку честь.[7]
- Наприкінці навчання всі студенти Коледжу Європи запрошуються мером Брюгге до мерії, щоб стати почесними громадянами міста Брюгге.[8]
- У 2011 році Леді Гага отримала звання почесного громадянина Сіднея за підтримку ЛГБТ+ спільноти.[9]
- У квітні 2013 року Рауль Валленберг став першою людиною, яка отримала почесне громадянство Австралії.[10][11]
- У серпні 2013 року французький актор Жерар Депардьє отримав почесне громадянство Бельгії.[12]
- У жовтні 2013 року аргентинський футбольний тренер Хосе Пекерман отримав колумбійське громадянство після того, як кваліфікував Колумбію на Чемпіонат світу з футболу 2014 року, перший за 16 років чемпіонат світу для країни.[13]
- 12 квітня 2017 року Малала Юсафзай з Пакистану отримала почесне канадське громадянство від прем'єр-міністра Джастіна Трюдо за свою роботу з надання освіти дівчатам у її рідному місті Сват під час окупації Талібаном.
- 12 липня 2017 року Аріана Гранде стала почесною громадянкою Манчестера за її зусилля зі збору коштів для жертв теракту 22 травня 2017 року на Манчестер Арені.[14]
- У серпні 2019 року Гільєрмо Родрігес, охоронець "Джиммі Кіммел наживо!", став почесним громадянином міста Ділдо, Ньюфаундленд, Канада, після того, як телеведучий Джиммі Кіммел балотувався на посаду мера.[15]
- 7 жовтня 2019 року Афганістан надав почесне афганське громадянство японському лікарю Тецу Накамурі за його багаторічну гуманітарну діяльність у країні.[16]
- 9 червня 2022 року резолюція Палати представників надала звання почесного громадянина Бразилії британському гонщику Формули-1 Льюїсу Гамільтону.[17]